# Олександрівська сільська рада (Маловисківський район)
| Олександрівська сільська рада — колишній орган місцевого самоврядування у Маловисківському районі Кіровоградської області з адміністративним центром у с. Олександрівка. Сільській раді підпорядковані населені пункти: - с. Олександрівка - с. Новомиколаївка - с. Тарасівка |

## Склад ради
Рада складається з 12 депутатів та голови.

### Керівний склад ради
| ПІБ                                 | Основні відомості                                                         | Дата обрання | Дата звільнення |
| ----------------------------------- | ------------------------------------------------------------------------- | ------------ | --------------- |
| Ємельяненко Тетяна Анатоліївна      | Сільський голова, 1969 року народження, освіта, позапартійна              | 26.03.2006   | 31.10.2010      |
| Кашпуровський Олександр Миколайович | Сільський голова, 1969 року народження, освіта вища, член Партії регіонів | 31.10.2010   |                 |

Примітка: таблиця складена за даними джерела

## Населення
Згідно з переписом УРСР 1989 року чисельність наявного населення села становила 1002 особи, з яких 418 чоловіків та 584 жінки.
За переписом населення України 2001 року в селі мешкало 856 осіб.

### Мова
Розподіл населення за рідною мовою за даними перепису 2001 року:
| Мова       | Відсоток |
| ---------- | -------- |
| українська | 92,86 %  |
| російська  | 2,69 %   |
| молдовська | 2,22 %   |
| гагаузька  | 1,05 %   |
| білоруська | 0,82 %   |
| болгарська | 0,12 %   |
| вірменська | 0,12 %   |
| угорська   | 0,12 %   |